# Schellenbergbrücke (Osnabrück)
Die Schellenbergbrücke in Osnabrück ist eine Straßenbrücke, welche die Schellenbergstraße über die Bahnstrecke Löhne–Rheine, die Stahlwerkskurve und den Rangierbahnhof Osnabrück sowie den Fluss Hase und seinen Seitenarm Klöckner-Hase überführt. Die alte 1912 errichtete Brücke war zuletzt so marode, dass sie 2010/11 durch einen Neubau ersetzt werden musste.

## Lage
Die Schellenbergbrücke liegt im Grenzbereich der zwei Stadtteile Schinkel im Norden und Fledder im Süden. Die Grenze zwischen den beiden Stadtteilen stellt hier die direkt am nördlichen Auflieger der Brücke fließende Klöckner-Hase da, welche auch das ursprüngliche Bett der Hase ist. Der Großteil der Brücke mit den darunter verlaufenden Gleisen gehört zum südlich anschließenden Stadtteil Fledder. Im Schinkel geht die über die Brücke führende Schellenbergstraße in den Heiligenweg über, im Fledder wird aus ihr die Narupstraße.
An der Südrampe der Brücke befindet sich das Volkswagenwerk Osnabrück, an der Nordrampe befand sich früher das Stahlwerk Osnabrück. Nach der Fertigstellung wurde unter der Brücke der Haseuferweg durchgeführt.

### Gleisanlagen
Die Brücke überquert die zweigleisige und elektrifizierte Hauptstrecke Löhne-Rheine, welche die Hauptverbindungsstrecke zwischen Berlin und Amsterdam darstellt.
Der ebenfalls überquerte Rangierbahnhof ist einer der letzten Rangierbahnhöfe in Nordwestdeutschland, unmittelbar an der Ostseite der Brücke befindet sich der Ablaufberg.
Ein weiteres Gleis, welches die Brücke überquert, ist die Stahlwerkskurve, dieses Gleis ist eine der Osnabrücker Verbindungskurven rund um den  Osnabrücker Hauptbahnhof. Sie führt von der oberen Ebene des Bahnhofs (Bahnstrecke Wanne-Eickel–Hamburg) zur unteren mit der Fahrtrichtung Amsterdam.

### Bau der ersten Brücke
Schon seit dem Bau der Bahnstrecken Löhne-Rheine und Bremen-Münster waren Bahnübergänge zwischen den beiden Stadtteilen angelegt worden. Durch die Anlage des Güter- und Rangierbahnhofs im Fledder im Jahr 1911–12 mussten diese Übergänge geschlossen werden und es zog sich nun ein trennender eiserner Keil zwischen den Wohngebieten im Schinkel und den sich entwickelnden Industriegebiet im Fledder. Besonderes das Stahlwerk und die Firma Rawie waren von der Trennung betroffen, da ihre Mitarbeiter nun einen doppelt so langen Arbeitsweg bewältigen mussten.
Schon bei den Planungen im Jahr 1905 wurden dem Ober- und Geheimen Baurat Schellenberg bei der Eisenbahndirektion Münster Protestschreiben gegen den Bau des Rangierbahnhofs übergeben. Die Gemüter beruhigten sich schließlich als 1906 die Pläne zum Bau der Brücke veröffentlicht wurden.
Die aus fünf Feldern bestehende Brücke wurde 1912 fertig gestellt und zu Ehren des Geheimen Baurates der Eisenbahndirektion Münster Schellenbergbrücke genannt.

### Übergang an die Stadt und Abriss der ersten Brücke

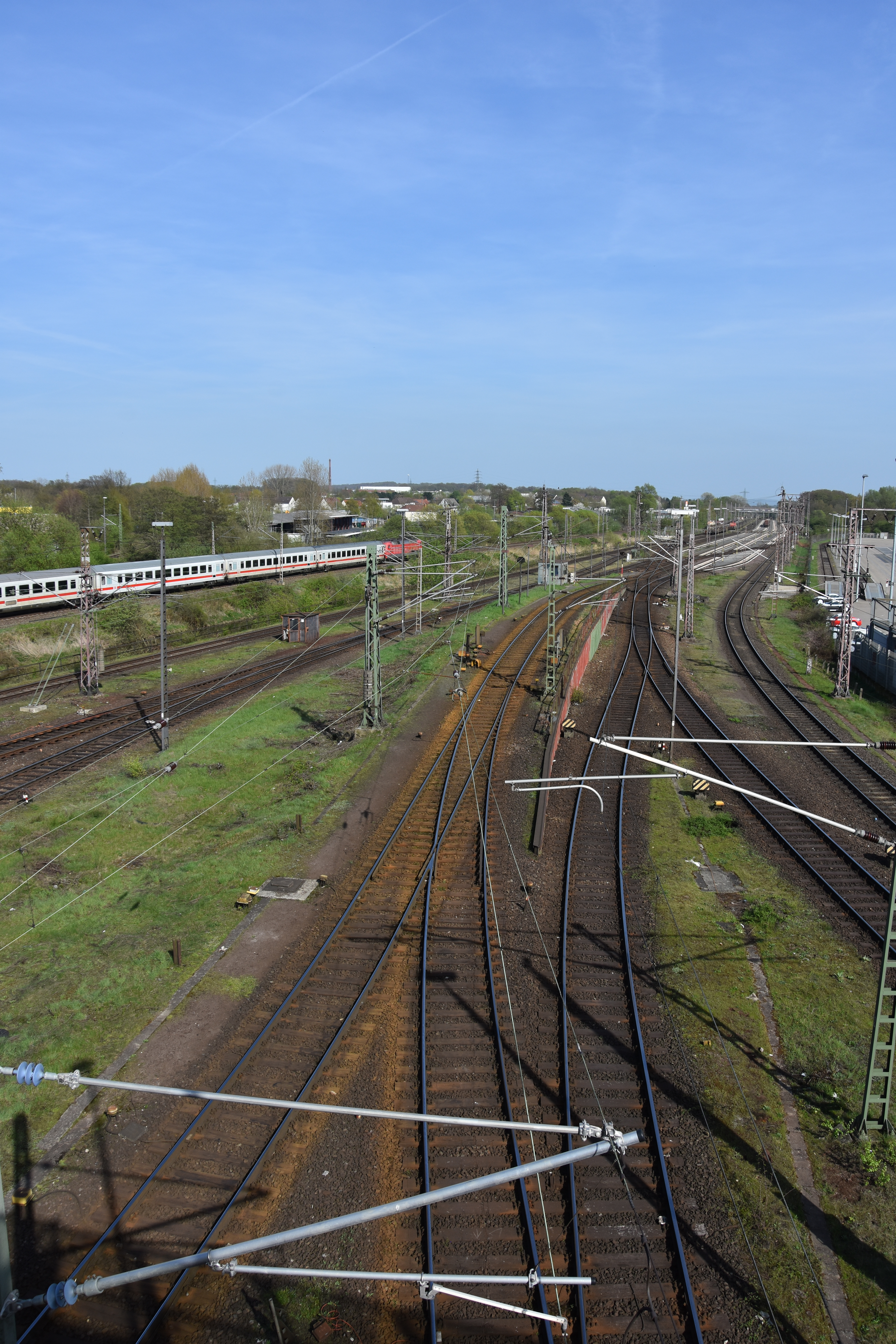
Blick von der Brücke: Ablaufberg im Rangierbahnhof.

Im Jahr 1994 wurde die Brücke, welche sich im Besitz der Deutschen Bahn befand, der Stadt Osnabrück angeboten. Diese übernahm die Brücke mit der Zusage der Bahn sich an einem Neubau in naher Zukunft zu beteiligen. Der Neubau der Brücke wurde 2004 beschlossen, da eine weitere Instandhaltung aufgrund des maroden Zustands kaum noch wirtschaftlich darstellbar war.
Der zunächst für 2006 geplante Neubau wurde aber immer wieder herausgeschoben. Grund war, dass sich die Stadt bei den Verhandlungen mit der Bahn über Kosten und Gestalt der Brücke nicht einig war. Des Weiteren wurde der dann ausgeschriebene Neubau durch einen unterlegenen Bieter verklagt.
Das Oberlandesgericht Celle musste sich mit der Klage des zweitgünstigsten Anbieters beschäftigen, welches Fehler im Angebot des Ausschreibungsgewinners sah.
Nachdem das Gericht die Vergabe an die Firmen Hofschröer aus Lingen für den Hochbau und Diekmann aus Osnabrück für den Tiefbau für rechtmäßig anerkannte, wurde im August 2009 mit dem Abriss der alten Brücke begonnen.
Für 22 Monate war die Brücke für motorisierte Fahrzeuge nicht mehr befahrbar. Für Fußgänger und Radfahrer wurde am 21. Juni 2009 eigens eine Behelfsbrücke aus Holz errichtet.
Die Vollsperrung der alten Brücke begann am 6. Juli 2009.
Die Arbeiten für die Demontage zogen sich aufgrund der darunter liegenden Gleise hin. Mit der Bahn wurden Sperrpausen für die darunter befindlichen Gleise vereinbart. In diesen Sperrpausen musste der Verkehr auf der Strecke und dem Rangierbahnhof ruhen. Hauptsächlich lagen diese Sperrpausen an den Wochenende im August.
So wurden, nachdem die nicht bahnbeeinflussenden Vorarbeiten erledigt waren, in der Nacht vom 1. auf den 2. August die ersten Brückenteile mit einem Kran ausgehoben. Weitere Brückenteile, unter anderem das mittlere Brückenteil, folgten am 15. und 16. und 19. August.

### Bau der zweiten Brücke

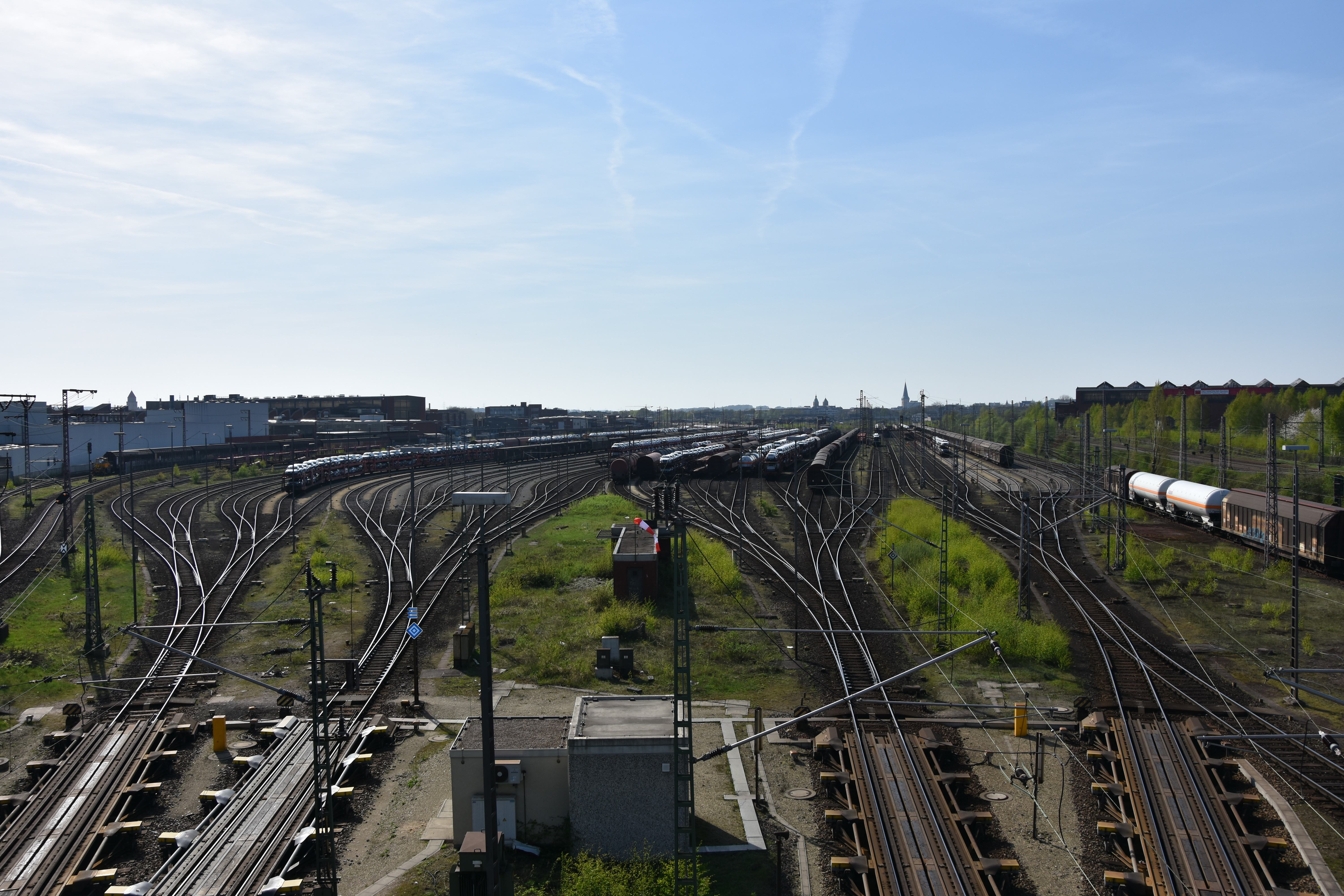
Westseite der Brücke: Stellgleise des Rangierbahnhofs

Auch der Neubau der Brücke musste sich nach dem Betriebsplan und vereinbarten Betriebspausen der Eisenbahn richten. Zudem musste die Brücke 1,5 Meter höher angelegt werden als der Vorgängerbau, da sich auch die Vorgaben an solche Bauwerke geändert haben. Durch die erhöhte Bauweise mussten auch die Rampen der Brücke erhöht und angepasst werden. Erste arbeiten für den Neubau der Brücke wurden schon parallel zum Abriss der alten Brücke durchgeführt.
Die Stützen der neuen Brücke wurden auf Bodenpfählen errichtet, bevor die 4900 Kubikmeter Beton der Brücke verbaut werden konnten. Nach der Vollendung des Rohbaus kurz vor Weihnachten 2010 durften schon Radfahrer und Fußgänger die fast fertige Brücke überqueren. Insgesamt wurden 95.000 Arbeitsstunden geleistet um die Brücke zu erstellen.

### Eröffnung der neuen Brücke
Trotz der langen und schneereichen Winter in 2009/10 und 2010/11 wurde die 4000 Tonnen schwere Brücke ein halbes Jahr schneller als geplant fertig gestellt. Nach der vorzeitigen Fertigstellung der Brücke wurde sie am 6. Mai 2011 um 15 Uhr offiziell eröffnet. Das erste Fahrzeug, welches die neue Brücke überquerte, war ein Karmann-Ghia mit dem damaligen Oberbürgermeister Boris Pistorius am Steuer.